# 펀치라인 (영화)
펀치라인(Punchline)은 미국에서 제작된 데이비드 셀처 감독의 1988년 코미디, 드라마, 멜로/로맨스 영화이다. 샐리 필드 등이 주연으로 출연하였고 다니엘 멜닉 등이 제작에 참여하였다.

## 출연

### 주연
- 샐리 필드
- 톰 행크스
- 존 굿맨
- 마크 라이델

### 조연
- 킴 그리스트
- 폴 마주르스키
- 테일러 네그론
- 앤젤 살라자
- 데이먼 웨이언스
- 조이시 카츠
- 맥스 알렉산더
- 베리 소벨
- 케이티 리치
- 케이시 샌더
- 마이클 폴락

## 제작진
- 미술: 잭슨 드 고비아
- 의상: 댄 무어
- 배역: 재키 버취